# Яременко Ігор Віталійович
І́гор Віта́лійович Яре́менко (нар. 23 серпня 1964, Коростишів, СРСР) — український військовик, генерал-майор, начальник армійської авіації Командування Сухопутних військ ЗС України. Учасник миротворчих місій ООН у Східній Славонії, Косово та ДР Конго. Лицар ордена Богдана Хмельницького III ступеня та кавалер ордена Данила Галицького.

## Життєпис
Ігор Яременко народився у Коростишеві, що на Житомирщині. У 1985 році закінчив Сизранське вище військове авіаційне училище льотчиків. Військову службу проходив на посадах льотчика-оператора, командира вертольоту Мі-24, командира вертолітної ланки, заступника командира полку.
У 1996–1997 брав участь у місії ООН у Східній Славонії на посадах старшого льотчика вертолітної ланки 8-ї окремої вертолітної бойової ескадрильї та командира вертольоту 17-ї окремої вертолітної транспортно-бойової ескадрильї. У 2001 році проходив службу у складі 14-ї окремій вертолітній ескадрильї в Косово. Наприкінці 2011 року увійшов до складу 18-го окремого вертолітного загону, що мав взяти участь Місії ООН зі стабілізації у Демократичній Республіці Конго з березня 2012 року.
Ігор Яремено має найвищу класифікацію «військовий льотчик-снайпер» та наліт більше 3 тисяч годин станом на 2012 рік.

## Нагороди
- Орден Богдана Хмельницького III ступеня (6 грудня 2012) — за значний особистий внесок у зміцнення обороноздатності Української держави, зразкове виконання військового обов'язку, високий професіоналізм та з нагоди Дня Збройних Сил України[3]
- Орден Данила Галицького (16 серпня 2016) — за особисту мужність і високий професіоналізм, виявлені у захисті державного суверенітету та територіальної цілісності України, зразкове виконання військового обов'язку[4]
- Медаль «За військову службу Україні» (27 травня 2009) — за вагомий особистий внесок у справу підтримання миру і стабільності у різних регіонах світу, зміцнення міжнародного авторитету Української держави та з нагоди Міжнародного дня миротворців Організації Об'єднаних Націй[5]
- Медаль «10 років Збройним Силам України»
- Медаль «70 років Збройних Сил СРСР»